# Tiwa Savage
Tiwatope Omolara Savage (Ilha de Lagos, 5 de fevereiro de 1980), conhecida profissionalmente como Tiwa Savage, é uma cantora, compositora e atriz nigeriana que foi chamada de Rainha do Afrobeats. Savage canta em inglês e iorubá; sua música é uma mistura de Afrobeats, R&B, afro-pop, pop e hip-hop. As contribuições de Savage para a indústria musical nigeriana lhe renderam diversas conquistas.

## Biografia

### 1980–2009: Juventude e início de carreira
Tiwatope Savage nasceu em 5 de fevereiro de 1980, em Isale Eko, estado de Lagos, Nigéria. Sua família se mudou para Londres quando ela tinha 11 anos. Enquanto frequentava a escola secundária, ela tocou trombone na banda da orquestra de sua escola. Savage formou-se em contabilidade pela Universidade de Kent e começou a trabalhar no Banco Real da Escócia. Ela fez vocal de apoio para o cantor inglês George Michael aos 16 anos e emprestou os vocais para outros músicos como Mary J. Blige, Chaka Khan, Blu Cantrell, Emma Bunton, Kelly Clarkson, Andrea Bocelli e Ms. Dynamite. Savage se formou em música na Colégio de Música de Berklee em 2007.
Em 2006, Savage participou da edição britânica do The X Factor e avançou para os 24 finalistas, mas acabou sendo a 12ª pessoa a sair do programa. Durante a participação, ela teve dificuldade em lidar com os holofotes: "Você tem que sempre perceber que as pessoas estão assistindo. Quando recebi a má notícia de que não estava passando [para os 12 finalistas], foi um momento muito doloroso. Mas você ainda precisa aprender como segurar isso até chegar em casa. Porque você não quer simplesmente deixar tudo sair. As pessoas te admiram e querem ver que você é forte; elas não querem ver você desmoronando".
Em 2009, Savage assinou um contrato de publicação com a Sony/ATV Music Publishing. O acordo permitiu que ela escrevesse para Babyface, Kat Deluna, Fantasia, Monica e Mýa. Ela recebeu créditos de composição por sua contribuição para a balada soul de Monica, "Catch Me". Sua colaboração com Fantasia na música "Collard Greens & Cornbread" rendeu ao artista americano uma indicação ao Grammy em 2010. Savage escreveu "Oh Yeah" de Jaicko, com Snoop Dogg, e "Push Push" de Deluna, com Akon. Ela fez vocais de apoio no álbum I Look to You (2009) de Whitney Houston. Inspirado pelo crescimento da indústria musical nigeriana, Savage voltou para a Nigéria e assinou com a Mavin Records em 2012.

### 2010–2013:Once Upon a Time
Em dezembro de 2011, Savage co-organizou a segunda temporada do Nigerian Idol ao lado de IllRymz. Ela fez sua estreia como atriz com Joke Silva e Ireti Doyle na adaptação teatral de For Colored Girls. Savage fundou a gravadora 323 Entertainment com seu ex-empresário e marido Tunji "Tee Billz" Balogun, de quem ficou noiva em 5 de fevereiro de 2013. Ela se juntou à Mavin Records em 2012 e foi uma das protagonistas da compilação da gravadora Solar Plexus (2012). Enquanto frequentava o Colégio de Música de Berklee, Savage trabalhou com os músicos Keith Harris, Derek Pate, Scott Coleman, Radar Ellis e Darien Dorsey. Em entrevista à jornalista Brenda Pike, ela disse que colaborou com os produtores Chuck Harmony, Warren “Oak” Felder e Sossick, entre outros. Savage afirma que seu primeiro álbum de estúdio incluiria músicas em sua língua nativa. Savage participou do remix de "Oyi" em 2012. Antes de colaborar com Flavour, ela gravou sua própria versão da música.
Em comemoração ao 52º aniversário da independência da Nigéria, Savage apresentou sua versão de "Arise, O Compatriots" para Ndani Sessions. Em novembro de 2012, ela colaborou com Waje, Praiz, Timi Dakolo e Pamela Egoh na música tema "Higher" do Ovation Red Carol. Savage começou a gravar seu primeiro álbum de estúdio, Once Upon a Time, em 2010. Ela realizou uma festa de audição do álbum no Wheatbaker Hotel em Ikoyi em maio de 2013. Durante a festa de audição, ela revelou toda a lista de faixas do álbum e anunciou Iceberg Slim, Sarkodie e General Pype como artistas em destaque. O álbum foi lançado ao público nigeriano em 3 de julho de 2013. Foi lançado no iTunes um dia antes de seu lançamento oficial. Savage batizou o álbum de Once Upon a Time para retratar as histórias positivas sobre sua vida. Ela disse que queria motivar outros futuros artistas, contando-lhes que, era uma vez, uma garotinha em Isale Eko que sonhava em ser uma estrela. O álbum foi apoiado por sete singles— "Kele Kele Love", "Love Me (3x)", "Without My Heart", "Ife Wa Gbona", "Folarin", "Olorun Mi" e "Eminado". Também inclui canções políticas como "Middle Passage", que trata das lutas dos homens africanos num país estrangeiro. Once Upon a Time foi indicado para Melhor Álbum do Ano no Nigeria Entertainment Awards de 2014. Também foi indicado para Melhor Álbum de R&B/Pop no The Headies 2014.

### 2014–2016:R.E.D
Em 31 de janeiro de 2014, Savage lançou a faixa "Love in Yellow" produzida por Spellz em comemoração ao Dia dos Namorados. A música tem elementos de R&B retrô e funk. Savage participou do single "Turn It Up" de Reekado Banks de 2014, que foi produzido por Don Jazzy. Em 1 de maio de 2014, a Mavin Records lançou o single "Dorobucci" produzido por Don Jazzy, com vocais de Savage, Don Jazzy, Dr SID, D'Prince, Reekado Banks, Korede Bello e Di'Ja.
Em 19 de maio de 2014, Foston Musik estreou o remix de "Girlie O" do Patoranking, com participação de Savage. A música foi produzida por WizzyPro. O videoclipe da música foi filmado e dirigido em Londres por Moe Musa. Em 7 de junho de 2014, Savage se apresentou no MTV Africa Music Awards 2014 ao lado de Miguel, Flavor N'abania, Davido, Mafikizolo, Uhuru, Oskido e Professor. As cenas dirigidas por Moe Musa para "Wanted" foram lançados em 28 de maio de 2014. Apresenta Savage vestindo um macacão nu e se tocando sugestivamente. O lançamento do vídeo gerou uma enorme reação pública em vários sites de redes sociais, incluindo Facebook, Twitter e YouTube.
Em junho de 2014, Savage colaborou com Mi Casa, Lola Rae, Sarkodie, Diamond Platnumz e Davido em "Africa Rising", música da campanha homônima da DStv. A campanha foi criada para inspirar os africanos a participarem em projetos de investimento social comunitários. O videoclipe de "Africa Rising" foi filmado e dirigido pela produtora sul-africana Callback Dreams. Os artistas cantaram a canção na cerimônia de lançamento do Africa Rising, nas Ilhas Maurício.
Em 19 de dezembro de 2015, Savage lançou seu segundo álbum de estúdio R.E.D, que é um acrônimo para Romance, Expressão e Dança. O álbum conta com participações especiais de Don Jazzy, Olamide, Dr SID, Iceberg Slim, 2face Idibia, D'Prince, Busy Signal e Reekado Banks. Foi produzido principalmente por Don Jazzy, com produção adicional de Baby Fresh, Altims, Spellz e P2J. O álbum foi acompanhado por dois singles: "My Darlin" e "Standing Ovation". Sua edição deluxe foi lançada em fevereiro de 2016 e conta com vocais convidados de Wizkid e P-Square. R.E.D foi indicado para Melhor Álbum no Nigeria Entertainment Awards de 2016. Savage gravou o álbum durante a gravidez de seu filho. O álbum foi disponibilizado para streaming digital gratuito na MTN Music em 21 de dezembro de 2015. 24 horas após seu lançamento, tornou-se o álbum mais transmitido da plataforma de música. O álbum foi promovido através do site i-am-red.com.
Em junho de 2016, houve relatos na mídia de que Savage havia assinado um contrato de gestão e publicação com a Roc Nation. Em 29 de julho de 2016, ela oficializou os rumores ao anunciar o acordo através de sua conta no Instagram, tornando-a a primeira artista nigeriana a assinar com a gravadora.

## Imagem pública
Savage apareceu na lista da BBC das 100 mulheres inspiradoras e inovadoras para 2017. Ela também fez parte da lista de ouro Women4Africa 2022. Artistas como Ayra Starr e Brettina citaram Savage como uma de suas principais influências musicais. Savage esteve envolvido em muitos projetos de capacitação de jovens e de rastreio do câncer de mama em toda a Nigéria. Ela ajudou a arrecadar dinheiro para uma organização que constrói escolas em sua cidade natal. Savage assinou um acordo de patrocínio com a MTN Nigéria em julho de 2013, supostamente no valor de ₦30 milhões de Nairas. Ela também assinou acordos de patrocínio com Pepsi, Forte Oil, e Maggi.
Em meados de 2017, enquanto Savage se preparava para lançar Sugarcane, ela começou a ser chamada de Rainha dos Afrobeats pela mídia. A revista Glamour na África do Sul usou esse título em 2018, BellaNaija e o Namibian Sun usaram o termo em 2019 quando Savage se juntou à Motown, o New York Times a relatou como Rainha dos Afrobeats em 2020, e a revista Allure declarou Savage a Rainha dos Afrobeats em um Matéria de capa de maio de 2021. Antes disso, May7ven e Yemi Alade foram separadamente chamadas de Rainha dos Afrobeats por fontes da mídia. A própria Savage negou o título, dizendo que outras mulheres que atuam no gênero, incluindo Alade e Simi, têm trabalhado arduamente para merecer a homenagem. Em junho de 2022, quando Tems conquistou o BET Awards, os fãs de Tems discutiram com os fãs de Savage nas redes sociais sobre qual cantora era a Rainha dos Afrobeats.

## Discografia
Álbuns de estúdio
- Once Upon a Time (2013)
- R.E.D (2015)
- Celia (2020)

EPs
- Sugarcane (2017)
- Water & Garri (2021)